# استان مونته پلاتا
استان مونته پلاتا (به لاتین: Monte Plata Province) یک استان در جمهوری دومینیکن است.
مساحت این استان ۲٬۶۳۲٫۱۴ کیلومتر مربع و جمعیت آن در سال ۲۰۱۴ میلادی ۲۲۲٬۶۴۱ نفر می‌باشد.